# Las Villas (Salamanca)
Las Villas es una comarca de la provincia de Salamanca, en la comunidad autónoma de Castilla y León, España. Sus límites no se corresponden con una división administrativa, sino con una demarcación histórico-tradicional y agraria.

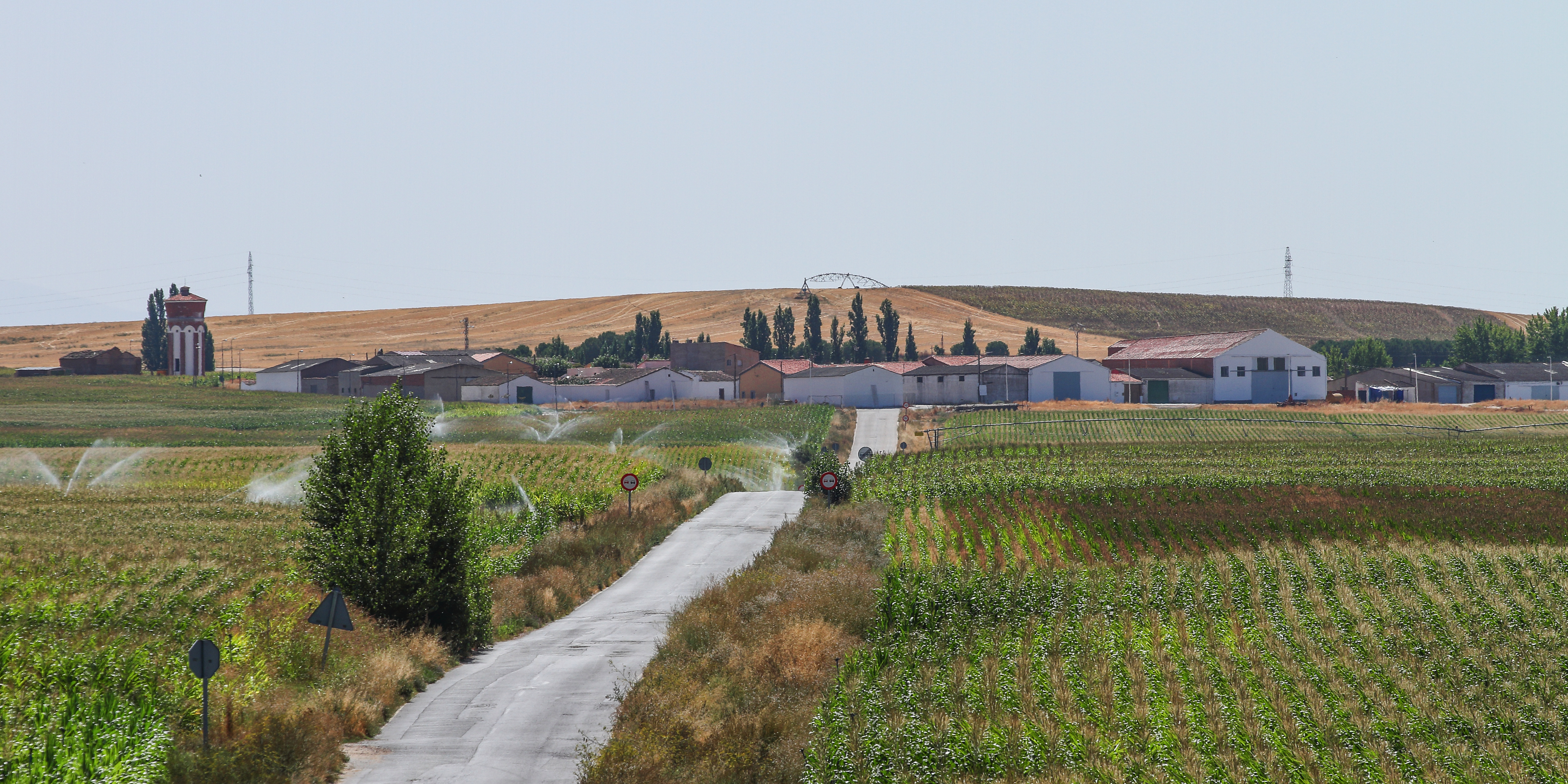
Regadíos en Cordovilla

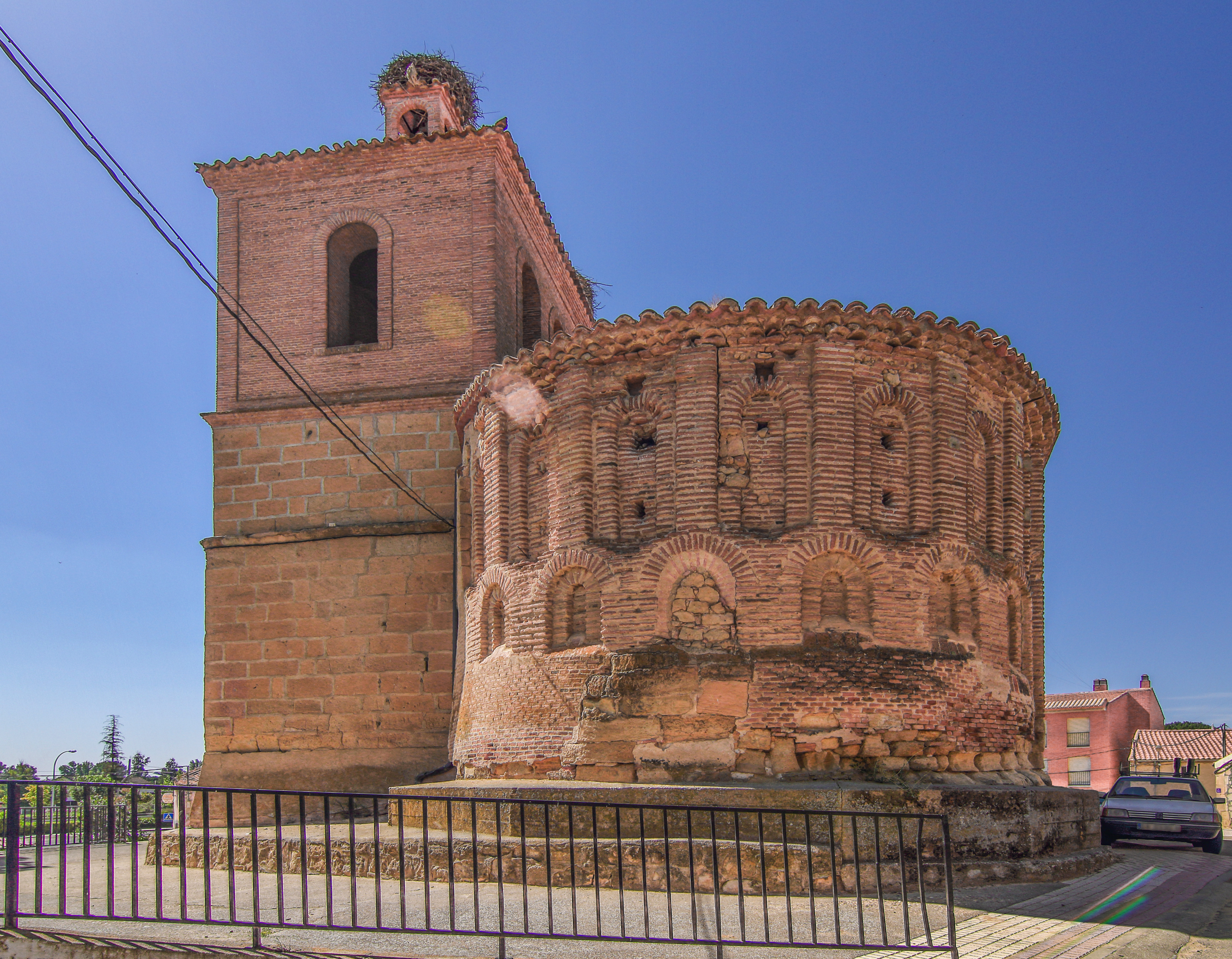
Ábside románico-mudéjar de la iglesia de Aldealengua, que data de la época de repoblación medieval

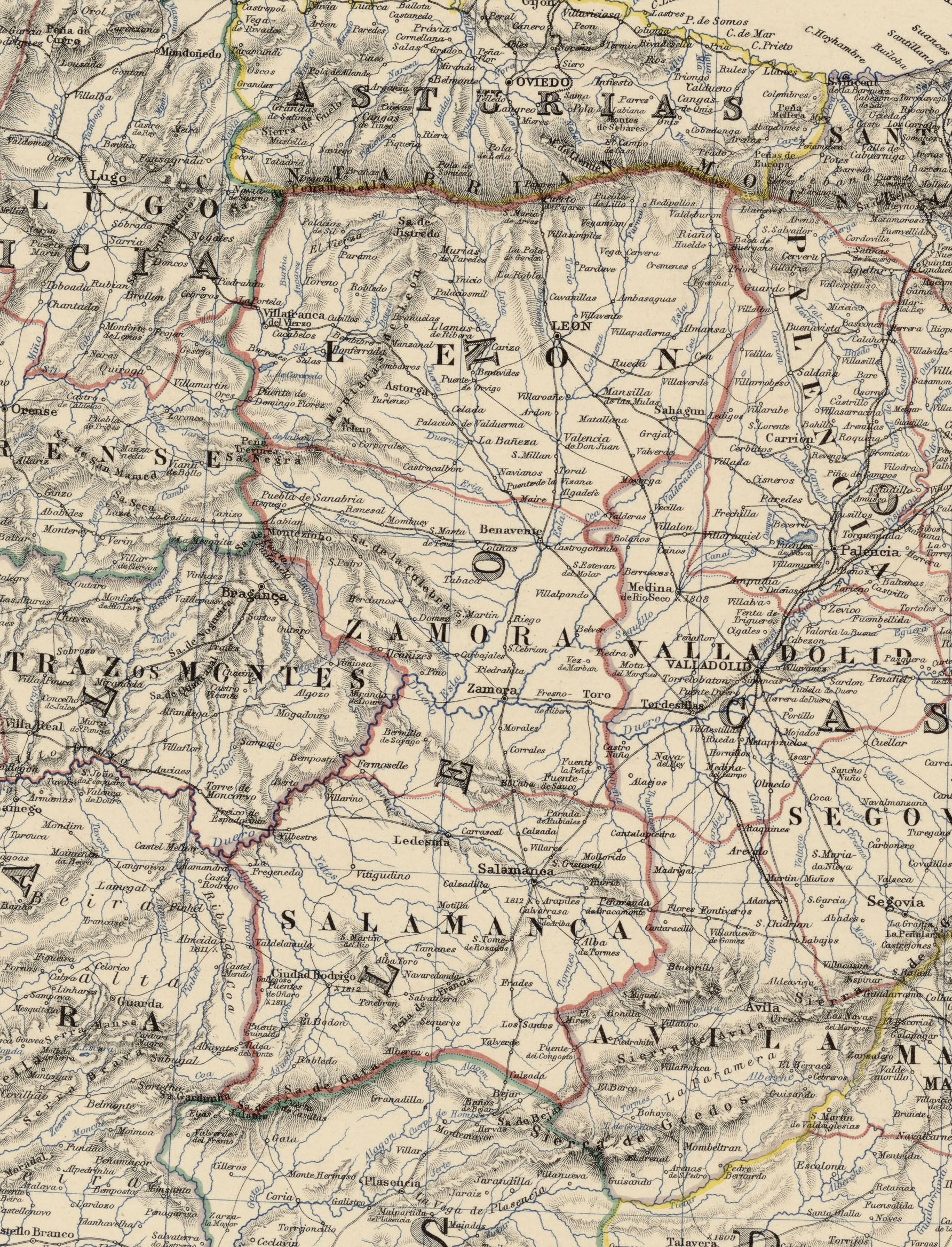
Detalle del mapa Spain & Portugal, realizado en 1864 por Keith Johnston, en el que aparece Huerta

## Geografía
Las Villas está situada al noreste de la provincia de Salamanca y ocupa una superficie de 197,28 km².
Su paisaje se caracteriza por los siempre verdes campos de regadío. Esto es posible gracias al río Tormes y el Canal de Villoria.

### Demarcación
Comprende 11 municipios: Aldealengua, Aldearrubia, Arabayona de Mógica, Babilafuente, Cordovilla, Encinas de Abajo, Huerta, Moríñigo, San Morales, Villoria y Villoruela. Se considera a Villoria como el centro neurálgico o capital del territorio.
Limita con La Armuña al norte, con la Tierra de Peñaranda y Las Guareñas al este, con la Tierra de Alba al sur y con el Campo de Salamanca al oeste.
| Noroeste: La Armuña          | Norte: La Armuña    | Nordeste: Las Guareñas       |
| Oeste: Campo de Salamanca    |                     | Este: Tierra de Peñaranda    |
| Suroeste: Campo de Salamanca | Sur: Tierra de Alba | Sureste: Tierra de Peñaranda |

## Historia
Los primeros indicios de presencia humana en la comarca se remontan al Prehistoria, de cuando datarían varios yacimientos en el tramo medio del Tormes, con varias piezas aisladas halladas en el término de Huerta, habiéndose hallado también en este municipio algunas hachas pulimentadas de la Edad del Bronce en el yacimiento de Las Cañadas, así como el campo de hoyos de La Aceña, en el cual se observan diversos hoyos circulares que probablemente sirvieron de graneros, habiéndose hallado en los mismos cerámicas que lo vinculan con la cultura de Cogotas I.
Ya en época romana, cabe señalar al menos tres yacimientos en el término de San Morales que constatan el poblamiento humano en la zona. Se trataría de villae o simples casae de la época altoimperial (siglos V y VI), aunque alguno de ellos (El Cenizal), podría datar de una época anterior, siendo asentamientos en las fértiles vegas del río Tormes.
Posteriormente, se constata la presencia visigoda en la zona debido al hallazgo de numerosas pizarras visigóticas en la zona de Los Bebederos de Huerta. Se trata de pizarras grabadas con números y letras que parecen representar transacciones comerciales (compra-venta de cereales o ganado), cuentas, o incluso utilizadas como material docente. 
En todo caso, la fundación de las actuales localidades de la comarca se remonta a las repoblaciones efectuadas por los reyes leoneses en la Edad Media, siendo la más antigua en fundación Cordovilla, que dataría del reinado de Ramiro II de León, en el siglo X. No obstante, la localidad que adquirió un mayor protagonismo en la comarca en la Edad Media fue Villoria, que encabezó el cuarto de su nombre o de Valdevilloria, quedando integrada toda la comarca en el mismo, dentro de la jurisdicción de Salamanca y del Reino de León.
Asimismo, cabe señalar también en época medieval la donación efectuada en 1184 por el rey Fernando II de León a la Orden de Santiago de la localidad de Villoruela.
Ya en la Edad Contemporánea, con la creación de las actuales provincias en 1833, la comarca quedó encuadrada íntegramente en la provincia de Salamanca, dentro de la Región Leonesa.

## Economía

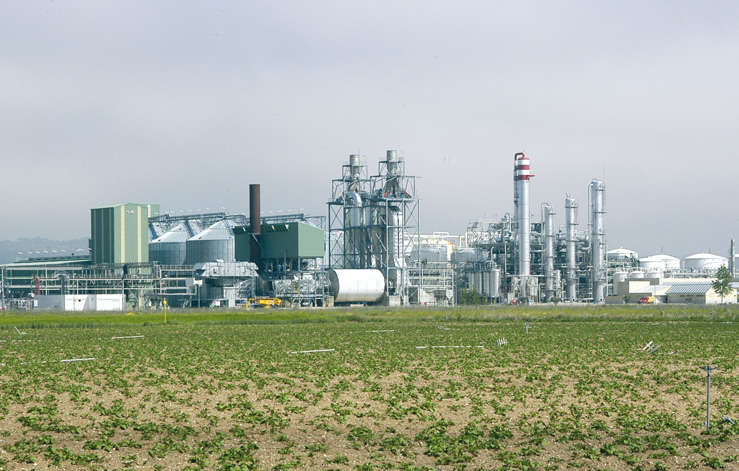
Planta de etanol en Babilafuente

Esta comarca se dedica principalmente a la agricultura, principalmente de regadío, regada por los canales de Babilafuente, Villoria y Arabayona, y sin dejarnos al río Tormes, y ganadería, aunque también en las localidades más grandes, como Babilafuente o Villoria, predomina también el sector servicios y el industrial, destacando la planta de bioetanol de Babilafuente. Cabe indicar por último que en el pueblo de Villoruela aún se conserva el trabajo de la artesanía de la mimbre.

## Demografía
| Gráfica de evolución demográfica de Las Villas entre 1900 y 2018                                                                                              |
| |
| Población de derecho (1900-1991) o población residente (2001, 2010) según los censos de población del INE Población según el padrón municipal de 2018 del INE |

Tras el fuerte descenso sufrido durante las décadas de los 60 y 70, la población de la comarca se ha estabilizado gracias a su cercanía con Salamanca, así como la implantación de varias industrias y la mejora de los rendimientos agrícolas gracias al regadío de los canales de Babilafuente, Villoria y Arabayona. Se puede decir que a pesar de sufrir un fuerte retroceso en los 60-70 la comarca se encuentra en una situación mucho más favorable que la mayoría de comarcas salmantinas.

## Transportes
La comunicación en la comarca está dada por las carreteras más importantes como la SA-810 o la SA-804, ejes principales de comunicación de la comarca, y la N-501, A-50 o la A-62 que queda a un lado de la comarca, o los ferrocarriles de Madrid-Salamanca o Valladolid-Salamanca, y sin olvidarnos del Aeropuerto de Salamanca a 5 minutos de la comarca.